# 海の家

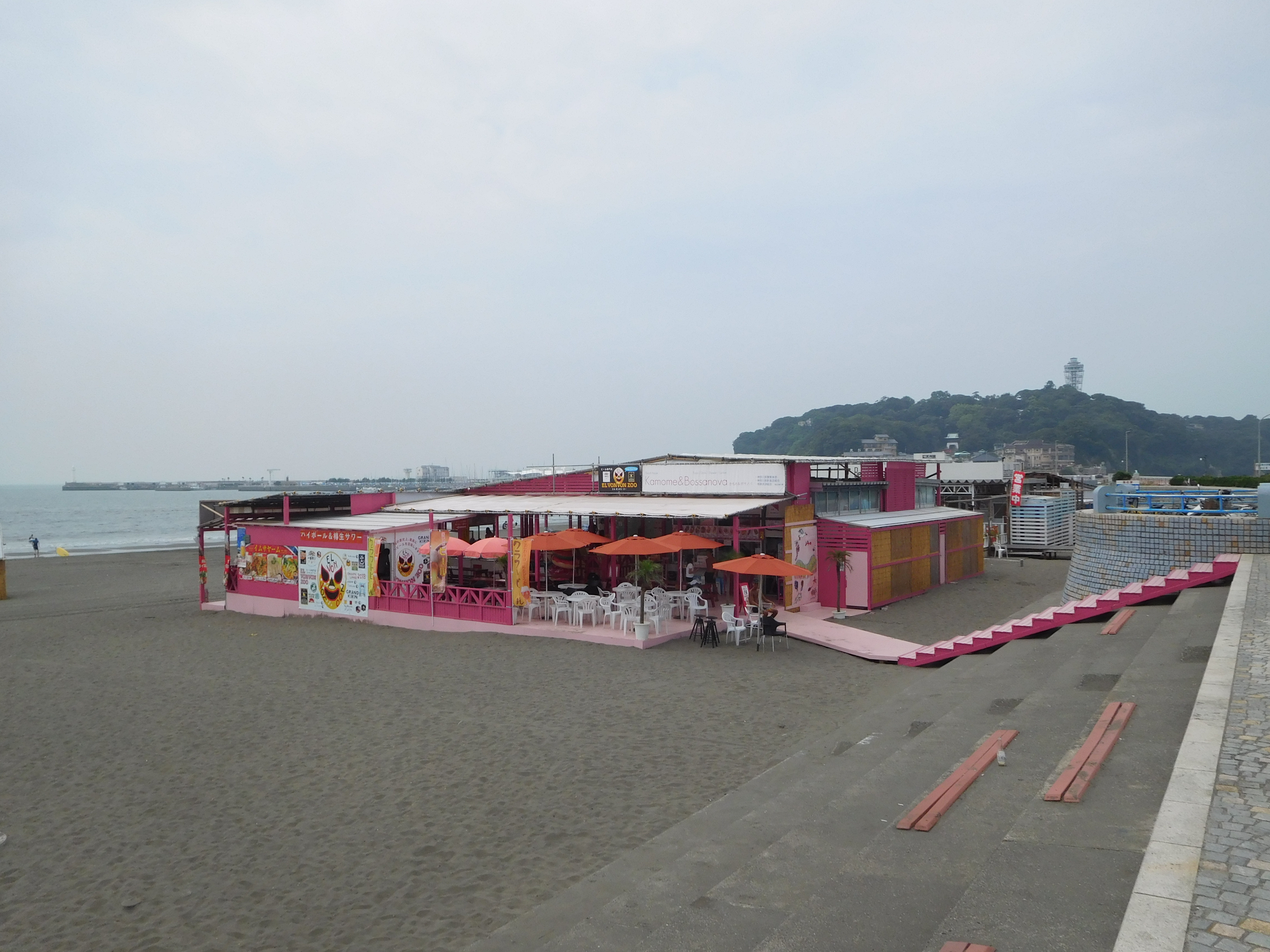
海の家（神奈川県・片瀬東浜海水浴場）

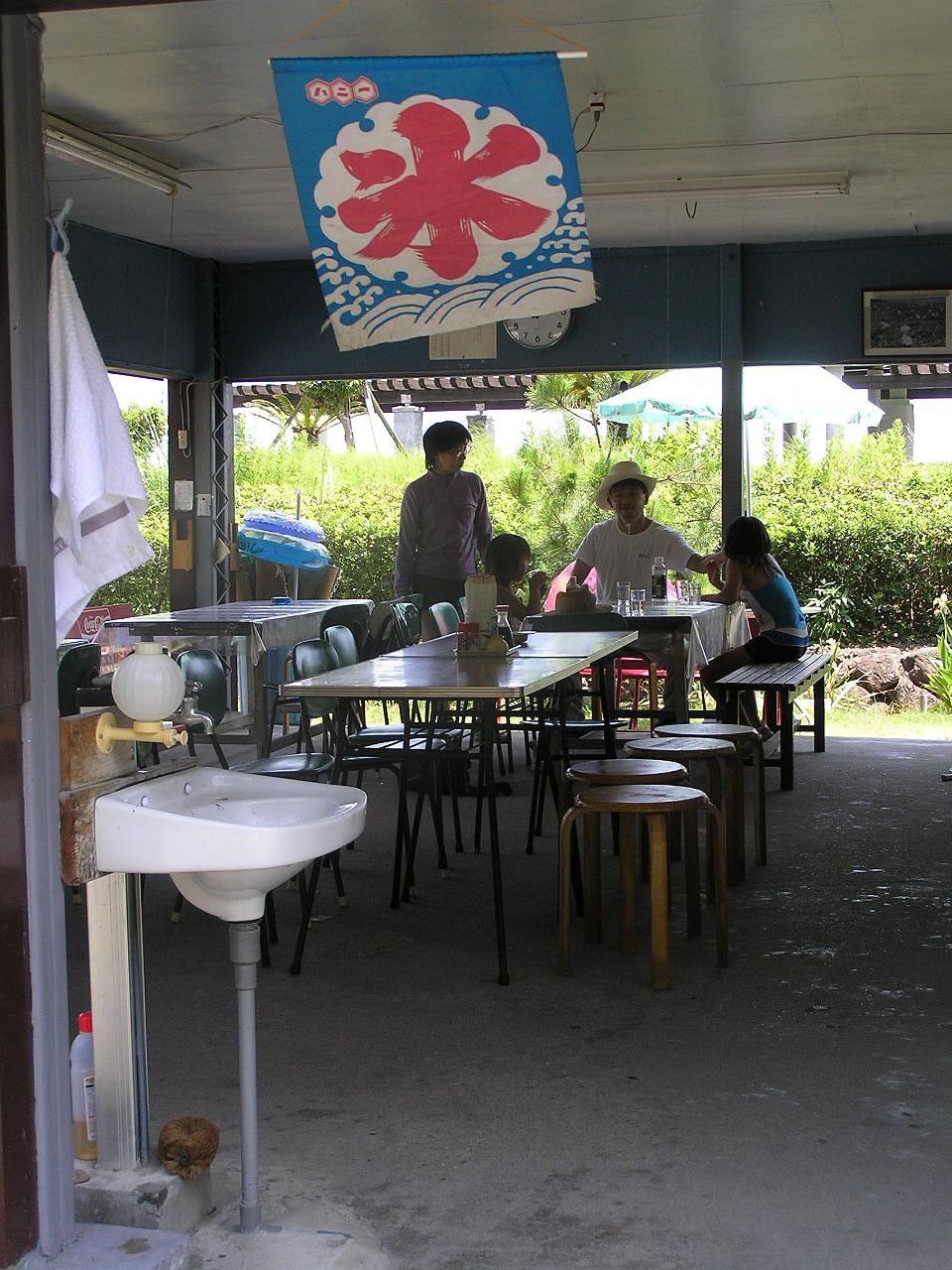
海の家（高知県）

海の家（うみのいえ）とは、海沿いに建てられた施設や店舗を指す。
1. 企業従業員、官公庁職員、学校法人の生徒、市民に対する保養のための厚生施設。
2. 海水浴場で海水浴客の便宜を有料で提供する小屋。

本項では、2.について解説する。夏の季語である。

## 概要
更衣室、休憩場所、シャワーなど海水浴に必要な便宜を図るとともに軽食などの提供を行う。一般に更衣室、休憩場所、シャワーなどを利用する場合、施設利用料として1人当たり1日500円 - 2,000円程度を徴収する。飲食のみの利用が可能な店舗も多い。営業期間が短いため専業化は困難で、地元の民宿や飲食店（特に夜間営業がメインとなる店など）が兼業することが多い。
営業形態は主に、
1. 海水浴シーズンと共に仮設小屋を建て営業し、一定期間後に撤去する形態
2. シーズンを問わず常設される形態

の2つがある。
後者では、夏に年間収益の多くを得る一方で、他の季節も曜日や時間帯を限定してレストラン・食堂として営業したり、様々なイベントに貸し出したり、そのイベントに伴う食事の提供を行ったりする場合がある。イベントとしては例えば、子供向け地引き網体験、小規模のジャズ・ロックなどのコンサート、ポニーなど動物と触れ合うイベント等々、地域にもより様々に活用されている。ただし冬季は基本的に休業する。
前者では、恒常的な事業にはならないため、地元の飲食店、商店などがシーズンのみサテライト式に兼営するケースが多い。大学のサークルが地元の協力を得て運営するケース（敦賀市における関西学院大学広告研究会サマーストアなど）もある。
海の家を「浜茶屋」（はまぢゃや）と呼称する地域もある。例えば山形県、新潟県、北陸三県、京都府、兵庫県（日本海側）など日本海沿岸地域、および三重県が該当する。いずれも「県名・府名」と「浜茶屋」でネット検索することで、各「浜茶屋」の情報が見られる。また初夏には検索結果で「浜茶屋」の準備が始まる新聞記事が見られる。

## 法的な扱い
海水浴場ごとに「海岸組合」や「海の家組合」、「海水浴場営業組合」（神奈川県江ノ島のみの呼称）といった任意組合が設立されており、組合員の希望を調整して、出店場所の運営や権利金の管理を行う形態を採っている。
一般客が立ち入ることのできる海岸（海水浴場）の多くは国有地または公有地であり、海岸を占有して海の家を営業するには、海岸法に基づいて管理権限をもつ都道府県知事から許可を得る必要がある。しかし法的な許可を得ずに営業をしている海の家もあり、また慣例として占有が黙認されていたこともあり、不法占拠の問題も発生している。そのため、市町村によっては条例または指針を定めて新規の占有許可は出さず、経過措置として従来から占有が認められてきた業者のみに許可を出すとしている場合があることから、先述の任意組合に加入しなければ海の家を営業できない地域もある。
2006年9月5日には、千葉県九十九里町の九十九里浜片貝海岸で、退去勧告に応じず不法占有している海の家2軒に対し、行政代執行により建物を強制撤去した例がある。
兵庫県の須磨海岸では「須磨海の家協同組合」、神奈川県逗子市では「逗子海岸営業協同組合」という協同組合が営業権の管理をしており、権利売買も行われている。2020年以降は須磨海岸は神戸市が管理しており、呼称も「海の家」から「休憩施設」へと変更された。
また神奈川県は「神奈川県海水浴場等に関する条例」を定め、受動喫煙や熱傷の防止、吸い殻の投げ捨てによるゴミ問題を理由に海水浴場での喫煙場所以外における喫煙を条例で禁止している。このため鎌倉市の由比ヶ浜海岸では日本たばこ産業が協賛し、喫煙可能で20歳以下の者は入店不可の海の家が営業している。

## 海の家が登場する作品
- 1998年に発売されたサザンオールスターズのベストアルバム『海のYeah!!』のタイトルは「海の家」をもじったものである[3]。
- 漫画などでは、海の家は登場人物の夏のアルバイト先として扱われることがある。この場合、冬のスキー場やコテージのアルバイトと同様に、「リゾート地で遊びながら稼げると思ったらだまされた」というような、厳しい労働の象徴というステレオタイプな扱い（あだち充『みゆき』）や、登場人物間の恋愛感情を進める舞台として扱われることが多い。
  - 海の家を描いた漫画作品としては、つげ義春の『海辺の叙景』などがある。うだるような夏を表現する上で効果的に描かれている。
  - 高橋留美子の『うる星やつら』に登場する藤波竜之介親子は、友引高校の購買部を任されるまで「浜茶屋」という年中無休の海の家を経営しており、簡素な作りの小屋に、誰も泳がない吹雪の日に雪が積もっていても営業していたという設定である。作者の高橋留美子の出身地である新潟県は海の家を「浜茶屋」と呼称する地域である。
  - 安部真弘の『侵略!イカ娘』は一部の番外編を除いて季節を夏に限定し、海の家を主要な舞台の一つとして、そこで働く人々や海水浴客、ライフセーバーなどを描いている。